# Tonga ai Giochi della XXIX Olimpiade
Tonga ha partecipato ai Giochi della XXIX Olimpiade di Pechino, svoltisi dall'8 al 24 agosto 2008, con una delegazione di 3 atleti.

## Atletica leggera
| Gara  | Atleta     | Batterie | Batterie | Quarti | Quarti | Semifinali | Semifinali | Finale | Finale |
| Gara  | Atleta     | Tempo    | Pos.     | Tempo  | Pos.   | Tempo      | Pos.       | Tempo  | Pos.   |
| ----- | ---------- | -------- | -------- | ------ | ------ | ---------- | ---------- | ------ | ------ |
| 100 m | Aisea Tohi | 11"17    | 7        |        |        |            |            |        |        |

| Gara           | Atleta       | Qualificazioni | Qualificazioni | Finale | Finale |
| Gara           | Atleta       | Misura         | Pos.           | Misura | Pos.   |
| -------------- | ------------ | -------------- | -------------- | ------ | ------ |
| Getto del peso | Ana Po'uhila | 16,42 m        | 27             |        |        |

## Sollevamento pesi
| Gara    | Atleta           | Strappo | Strappo | Slancio | Slancio | Totale | Posizione |
| Gara    | Atleta           | Ris.    | Pos.    | Ris.    | Pos.    | Totale | Posizione |
| ------- | ---------------- | ------- | ------- | ------- | ------- | ------ | --------- |
| +105 kg | Maamaloa Lolohea | 140     | 13      | 173     | 13      | 313    | 13        |